# Poolbillard 1995
Die Poolbillard-Saison 1995 war eine Serie von Poolbillard-Turnieren, die von der World Pool-Billiard Association veranstaltet wurden.

## Saisonergebnisse
| Datum                           | Turnier                                   | Austragungsort | Disziplin    | Sieger         | Finalist        | Ergebnis |
| 20. April bis 23. April         | ET 21 – French Open 1995                  | Metz           | 9-Ball       | Tom Storm      | Ralf Souquet    |          |
| 13. Juli bis 16. Juli           | ET 22 – German Open 1995                  | München        | 9-Ball       | Mika Immonen   | Ralf Souquet    |          |
| 1. September bis 3. September   | World Pool Masters 1995                   | Blackpool      | 9-Ball       | Daryl Peach    | Lee Kendall     |          |
| 13. September bis 16. September | ET 23 – Czechia Open 1995                 | Prag           | 9-Ball       | Oliver Ortmann | Thomas Engert   |          |
| 26. September bis 1. Oktober    | US Open 9-Ball 1995                       | Chesapeake, VA | 9-Ball       | Reed Pierce    | Efren Reyes     |          |
| 2. November bis 5. November     | ET 24 – Finland Open 1995                 | Helsinki       | 9-Ball       | Mika Immonen   | Aygün Karabiyik |          |
| 7. Dezember bis 10. Dezember    | Mosconi Cup 1995                          | Basildon       | 9-Ball       | Europa         | USA             | 16:15    |
|                                 | International Challenge of Champions 1995 | Uncasville     | 9-Ball       | Chao Fong-Pang | unbekannt       |          |
|                                 | 9-Ball-Weltmeisterschaft 1995             | Taipeh         | 9-Ball       | Oliver Ortmann | Dallas West     |          |
|                                 | Europameisterschaft 1995                  | Antwerpen      | 14/1 endlos  | Ralf Souquet   | Rolf Alex       |          |
| 8-Ball                          | Europameisterschaft 1995                  | Antwerpen      | Ralf Souquet | Peter Nielsen  |                 |          |
| 9-Ball                          | Europameisterschaft 1995                  | Antwerpen      | Ralf Souquet | Oliver Ortmann |                 |          |